# Wladimir Michailowitsch Lapizki
Wladimir Michailowitsch Lapizki (russisch Владимир Михайлович Лапицкий; * 18. Februar 1959 in Grodno) ist ein ehemaliger sowjetischer Florett-Fechter. Er gewann eine Silbermedaille bei Olympischen Spielen.

## Erfolge
Am 26. Juli 1980 gewann Lapizki bei den Olympischen Spielen 1980 in Moskau mit der sowjetischen Mannschaft zusammen mit Wladimir Smirnow, Alexander Romankow, Sabirdschan Rusijew und Aschot Karagjan die Silbermedaille im Florett-Teamwettbewerb. Im Gefecht gegen Bogusław Zych (1951–1995) erlitt er eine ernsthafte Verletzung, der Pole stach in den Rücken von Lapizki, das Florett kam drei Millimeter neben dem Herzen aus der Brust heraus.
Mit der sowjetischen Mannschaft wurde Lapizki 1979 Weltmeister. 1978 belegte er den dritten Platz mit der Florett-Mannschaft.

## Sonstiges
Lapizki war mit der russischen Handballspielerin Natalja Zygankowa verheiratet.